# Santana Lopez
Santana Lopez é uma personagem fictícia da série musical comédia-drama Glee exibida pela Fox. A personagem é retratada pela atriz Naya Rivera, e já apareceu em Glee desde seu episódio piloto em 19 de maio de 2009. Santana foi desenvolvida pelos criadores Ryan Murphy, Brad Falchuk e Ian Brennan. Apresentada como antagonista ajudante de Quinn Fabray (Dianna Agron) no primeiro episódio de Glee, o papel de Santana cresceu ao longo da primeira temporada da série. Na segunda temporada, Rivera foi promovida ao elenco regular, e Santana recebeu histórias de mais alto perfil, tais como o desenvolvimento de seus sentimentos românticos pela sua melhor amiga Brittany Pierce (Heather Morris), e consequentemente assumindo-se lésbica. Rivera ao longo do tempo veio recebendo elogios por sua interpretação de Santana, bem como seu trabalho vocal em várias músicas executadas no show central do glee clube, New Directions.
Santana é apresentada ao lado de Quinn e Brittany como as três líderes de torcida mais populares da escola fictícia William McKinley High School em Lima, Ohio, onde o show é apresentado. Ela se junta ao Glee Clube da escola, apenas para espiona-lo para Sue Sylvester (Jane Lynch), a treinadora da equipe de torcida das Cheerios. À medida que a temporada progride, ela se torna mais simpática a outros membros do clube glee, dizendo que ela vai ficar no clube, não porque Sue está forçando ela, mas porque ela gosta. Ela tem vários relacionamentos românticos, encontros com Puck (Mark Salling), tirando a virgindade de Finn Hudson (Cory Monteith), e exerce uma amizade com benefícios com Brittany. Na segunda temporada, a série retrata o antagonismo de Santana e sua agressividade sexual com os meninos; mais tarde é revelado que sua atitude cruel é porque ela está lutando com seus sentimentos românticos em relação a Brittany, e, posteriormente, com sua identidade lésbica. Este enredo foi recebido positivamente pela crítica. O que significou um segmento para a série

## Histórias

### Primeira temporada
Santana é introduzida como uma líder de torcida popular no William McKinley High School. Santana e suas amigas líderes de torcida, 
Quinn Fabray (Dianna Agron) e Brittany Pierce (Heather Morris), se juntam ao glee clube da escola, New Directions, após cantarem "I Say a Little Prayer" como audição, porque Quinn quer vigiar seu namorado Finn Hudson (Cory Monteith); a treinadora das líderes de torcida Sue Sylvester (Jane Lynch), em seguida, pede as três para ajudá-la a destruir o coral pelo seu interior. Inicialmente romanticamente ligada ao jogador de futebol Noah "Puck" Puckerman (Mark Salling), Santana termina com ele por causa de sua má pontuação de credibilidade, embora os dois têm um relacionamento novamente na segunda temporada da série. Brittany também revela em um comentários improvisado que ela e Santana têm dormido juntos. Quando as duas são acusadas de dar a Sue a set list dos New Directions para a primeira competição de coro do clube, Santana se defende e admite que ela tem vindo a gostar de participar do clube. Depois de Quinn ser expulsa das líderes de torcida devido a sua gravidez, Santana toma posso como chefe de torcida. A pedido de Sue, Santana e Brittany vão a um encontro com Finn, que agora é o co-capitão do clube. Santana tira a virgindade de Finn, embora Finn imediatamente lamenta dormir com ela.  Em "Laryngitis", Rachel descobre que alguns alunos não estão cantando durante os ensaios, apenas dublando, onde Santana é um desses alunos. Como lição, Will Schuester (Matthew Morrison) pede para que os alunos cantem músicas que expressem seus sentimentos. Quando Puck flerta brevemente com Mercedes Jones (Amber Riley), Santana cria ciúmes e confronta-a em um dueto agressivo de "The Boy Is Mine". Nas regionais os New Directions perdem a competição em último lugar para os clubes "Vocal Adrenaline" e "Aural Intensity", onde inicialmente o clube seria desfeito caso perdesse, mas Sue chantageia o diretor Figgins (Iqbal Theba), fazendo o clube permanecer com sua sala de ensaios.

### Segunda temporada
Na segunda temporada, Santana é rebaixada da sua posição como capitã das líderes de torcida por Sue, quando Quinn revela que ela havia feito implantes mamários durante o verão, levando a uma briga de agressão física entre as duas. No episódio “Duets”, Brittany sugere a Santana que as duas devem cantar "Come To My Window" de Melissa Etheridge na competição por um jantar no Breadstix. Alarmada, Santana afirma que ela só estava dormindo com Brittany porque Puck estava detido, e acaba fazendo um dueto de "River Deep – Mountain High" com Mercedes, onde mais tarde Brittany começa a namorar Artie Abrams (Kevin McHale). Enciumada, Santana destrói o romance entre os dois dizendo a Artie que Brittany estava com ele apenas por interesse. Ela ganha seu primeiro solo cantando “Science Fiction/Double Feature” no episódio “The Rocky Horror Glee Show”. Em “Special Education”, após se cansar das queixas de Rachel sobre não cantar nas seletivas, Santana revela que se deitou com seu namorado Finn, e tarde continua a provocação dizendo que ele havia lhe pago um jantar depois do ocorrido. Nas seletivas, ela canta “Valerie” de “Amy Winehouse”, onde os New Directions empatam com os “The Warblers”.
Em “The Sue Sylvester Shuffle”, Sue muda a regional das líderes de torcida para o dia do campeonato dos Titãs (Time de futebol) a fim de sabotar Will e Shannon Beiste (Dot Jones) depois de ter sua ideia de lançar Brittany pelo seu “Sue-Clear” banida pelo diretor Figgins. Quando Sue as faz decidir entre ir com ela ou ficar e sair das cheerios, elas aceitam ir com Sue a fim de manter a popularidade na escola, mas em seguida desistem para performar no show do intervalo um mashup de “Thriller” de “Michael Jackson” com “Heads Will Roll” de “Yeah Yeah Yeahs”. Em “Silly Love Songs”, Santana fica aborrecida por passar o dia dos namorados sozinha, e então tenta roubar Puck de Lauren Zizes (Ashley Fink), resultando em uma briga de agressão física entre ambas. Mais tarde ela desconfia de um caso secreto entre Finn e Quinn, o que a faz beijar um aluno do McKinley que porta a doença de mononucleose, e em seguida ela beija Finn, apenas para o mesmo passar a doença para Quinn. Em “Comeback”, Santana convence  Sam Evans (Chord Overstreet) de que Quinn a traiu com Finn, e os dois começam um relacionamento amoroso.  Em "Sexy", após sua performance de “Landslide” com Brittany e Holly Holliday (Gwyneth Paltrow), Santana admite seus verdadeiros sentimentos por Brittany, confessando estar apaixonada por ela, mas teme ser condenada ao ostracismo por estar em um relacionamento do mesmo sexo, devido ao que havia acontecido com Kurt por ser gay. Brittany diz que seu amor é recíproco, mas ela também ama Artie e não vai romper com ele. Mais tarde ela se junta com Brittany, Sam, Artie e Lauren ao clube do celibato.

### Terceira temporada
Na terceira temporada, Santana e Brittany se juntam novamente as Cheerios, e Sue nomeia Santana co-capitã, juntamente com Becky Jackson (Lauren Potter). Santana é brevemente banida dos New Directions por sua deslealdade, e após ser autorizada a voltar ela sai novamente para se juntar a Mercedes em um recém formado Glee Clube de garotas, as "Troubletones", e convence Brittany, que agora é sua namorada, a ir junto com ela. Em "Mash Off", Santana empurra a crescente rivalidade entre os clubes para um novo nível, o bullying sobre Finn e Rory Flanagan (Damian McGinty). Quando seu suposto pedido de desculpas a Finn se torna um fluxo de insultos, ele a acusa de ser uma covarde por colocar outras pessoas para baixo, porque ela não pode admitir que ela está apaixonada por Brittany. Isso é ouvido por uma sobrinha Burt Hummel (Mike O'Malley), e o lesbianismo de Santana é revelado ao ser usado em um anúncio contra Sue por seus adversários na campanha eleitoral do congresso. Embora Santana é avisada antes do anúncio ir ao ar, ela fica devastado por ser descoberta publicamente, por ainda não ter se assumido para sua família. Ela em seguida se assume para seus pais que aceitam sua condição, mas sua avó fica ofendida por Santana tornar sua sexualidade pública e a repudia, deixando Santana de coração partido. As Troubletones são derrotadas pelo New Directions nas seletivas, e Quinn convence Santana, Brittany e Mercedes a voltar aos New Directions, tendo garantido um número delas em todas as competições futuras. New Directions compete nas Regionais, e com a ajuda do número das Troubletones com Santana, Brittany e Merces o clube ganha. Posteriormente, Brittany vaza uma fita de sexo com Santana após saber sobre a ansiedade de Santana sobre o seu futuro. No final da temporada, depois dos New Directions ganhar as Nacionais em Chicago, a mãe de Santana (Gloria Estefan) escreve um cheque para que ela possa perseguir seus sonhos em Nova Iorque, se ela realmente quiser.

### Quarta temporada
Santana está participando da Universidade de Louisville, em Kentucky com uma bolsa de líder de torcida. Ela e Brittany fazem tentativas de um relacionamento de longa distância, apesar de se separarem quando concordam que não vai dar certo em "The Break Up". Santana vem ao McKinley para ajudar com o musical da escola em "Glease", e novamente para ajudar os New Directions para se preparar para a Seccionais em "Thanksgiving". Como uma mentora, ela trabalha com Marley Rose (Melissa Benoist). Santana suspeita que algo está errado com ela após uma performance de "Come See About Me" com Quinn e Brittany, e mais tarde descobre laxantes na mochila de Marley. Ela confronta Quinn suspeitando da líder de torcida, membra do glee clube e aprendiz de Quinn, Kitty Wilde (Becca Tobin), que está tentando ferir deliberadamente Marley. Ela está presente nas Seccionais, e suas suspeitas se confirmam quando Marley desmaia no palco durante a apresentação devido à fome e ansiedade. Ela visita Ohio para o Natal em "Glee, Actually" e visita Kurt e Rachel em Nova Iorque no episódio "Naked". Depois de uma tentativa frustrada de ciúmes em tentar separar seus ex-companheiros de relacionamento amoroso Sam e Brittany em "Diva", Santana percebe que ela pertence a Nova Iorque com Rachel e Kurt, indo morar com eles. Em "I Do", ela e Quinn dormem juntas depois do casamento de Will e Emma Pillsbury (Jayma Mays), ao concordarem em uma experiência sexual para Quinn. Em "Girls (and Boys) On Film", Santana depois de confrontar Rachel sobre um teste de gravidez que ela achou no lixo, fazendo com que Rachel chore em seus braços. Em "Feud", Santana leva Rachel ao médico, onde descobrem que sua gravidez foi alarme falso. No entanto, Santana também descobre que o namorado de Rachel, Brody Weston (Dean Geyer), é um gigolô. Ela confronta Brody sobre isso, e eventualmente informa Finn, que faz Brody terminar com Rachel. Mais tarde, ela diz a Rachel a verdade, onde Rachel fica grata em "Guilty Pleasures".

### Quinta temporada
Na quinta temporada, Santana é empregada como garçonete em um restaurante em Nova Iorque. Posteriormente, Rachel e Kurt se juntam a ela como empregados. Santana encontra Dani (Demi Lovato), uma garçonete do mesmo restaurante que também é lésbica. Elas começam um relacionamento em "Tina in the Sky with Diamonds". Santana também estreia um comercial para Yeast-I-Stat.
Santana retorna a Lima para o funeral e memorial de Finn em "The Quarterback". Ela canta "If I Die Young" de The Band Perry, mas ela chora no meio da canção, não conseguindo concluí-la. Mais tarde, ela confessa a Kurt que ela tinha planejado ser agradável dizendo a todos sobre as coisas boas que Finn tinha feito para ela. Kurt então lhe entrega a jaqueta do time de futebol de Finn. Santana se junta a nova banda de Kurt no episódio "A Katy or a Gaga" e sugere que o nome da banda seja "The Apocalypsticks", que é recusado por Kurt. Brittany declara sua infelicidade em ser um gênio da matemática e beija Santana no episódio "100". Em "New Directions", Brittany concordar em abandonar a MIT antes de ir para uma viagem de ilha lésbica com Santana. Em seguida, Santana pede para Brittany ir com ela a Nova Iorque depois de sua viagem, onde Brittany aceita. Santana volta para Nova Iorque em "Opening Night" para assistir a estreia de Rachel na Broadway no renascimento de Funny Girl. Em "The Back-Up Plan", Santana ajuda Mercedes a finalizar seu álbum. No estúdio, Santana sugere que eles deveriam sair do estúdio e explorar Nova Iorque. Ao sair do estúdio, Mercedes e Santana cantam "Doo Wop (That Thing)" de Lauryn Hill.  No entanto, o produtor de Mercedes rejeita o dueto porque Santana não é famosa o suficiente. Por causa disso, Mercedes perguntou a Santana se ela queria assinar um contrato para que pudessem cantar o dueto no álbum. Quando Santana descobre que Rachel está preso em Los Angeles por causa de sua audição para um programa de televisão, ela sugere interpretar Fanny Brice na noite. No dia seguinte, Santana diz que iria ser uma pessoa melhor. Em "Old Dog New Tricks" ela se torna assessor de Rachel. Ela canta "Take Me Home Tonight" de Eddie Money com Artie, Blaine, Kurt, Maggie, Mercedes, Rachel e Sam. Em "The Untitled Rachel Berry Project", Santana não estava em Nova Iorque, porque ela estava filmando um comercial de Yeast-I-Stat.

## Desenvolvimento

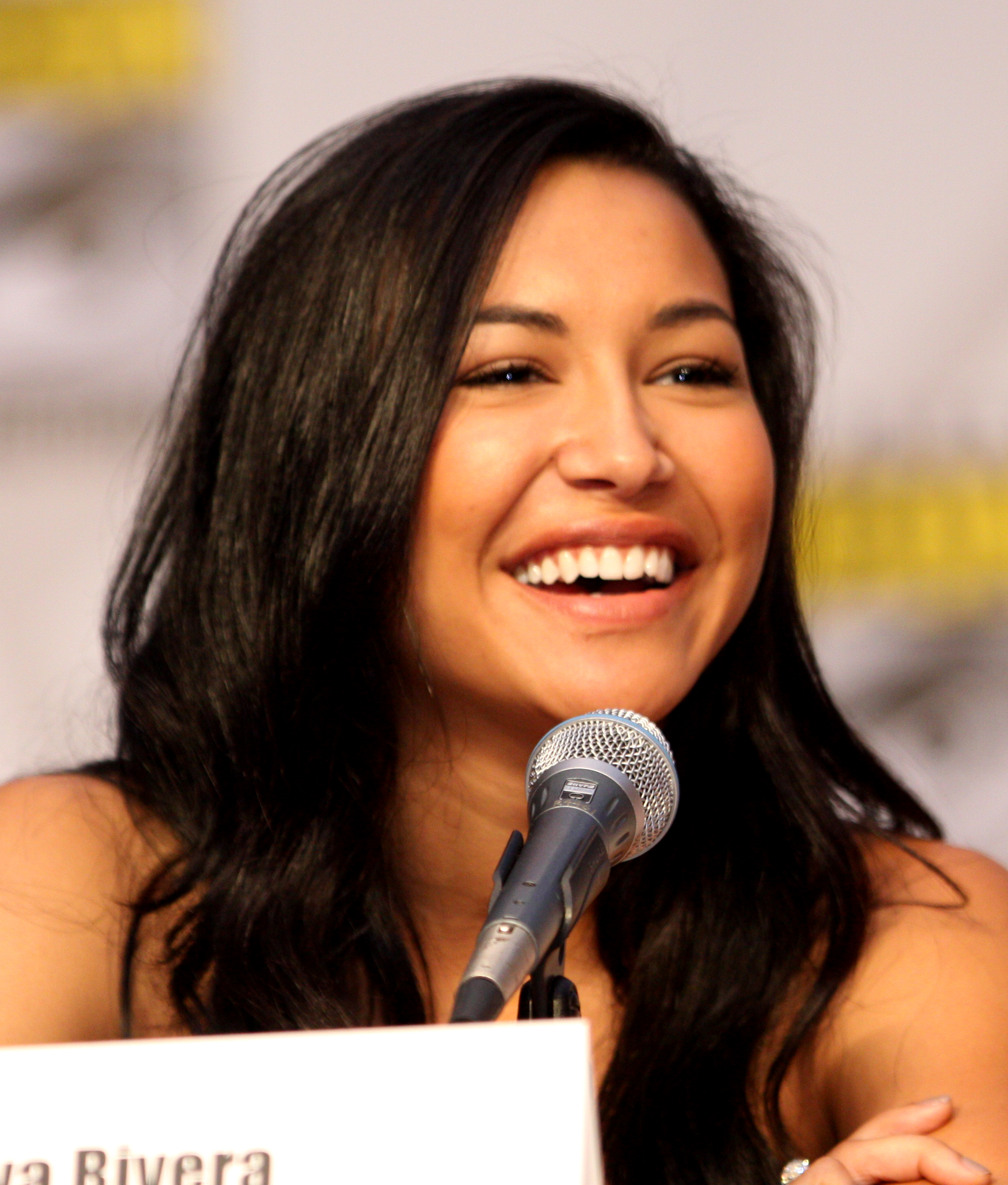
Ao longo da série, Santana (Rivera, na foto), começa a lutar com sua sexualidade.

Antes de seu papel em Glee, Naya Rivera fez numerosas aparições em pequenos papéis em programas populares de televisão do horário nobre. No elenco Glee, o criador da série Ryan Murphy procurou atores que poderiam identificar com a pressa de estrelar em papéis teatrais. Atores sem experiência teatral eram obrigados a provar que podiam cantar e dançar, bem como agir, durante as audições. Rivera se baseou em sua própria experiência de escola de impopularidade para se preparar para o papel, bem como assistir a filmes como "Mean Girls" para "realmente ficar na zona e se sentir como uma megera mal-intencionada do segundo ano". Ela descreveu Santana como "uma típica líder de torcida do ensino médio, em sua maior parte", explicando "Ela realmente ama meninos. Ela é muito inteligente, então eu adoro interpretar ela". Ela tem caracterizado Santana como "um pouco de uma menina má que é muito sarcástica". Rivera gosta do fato de Santana ser teimosa e competitiva como ela mesma compartilha essas características. Ela fez o teste para o papel por adorar cantar, dançar e atuar, e nunca tinha tido a oportunidade de combinar todas as três habilidades em um projeto. Ela encontra a estimulação do programa desafiador, especialmente a dança, e comentou em junho de 2009 que o seu momento mais memorável em Glee foi ao realizar audição das líderes de torcida para o glee clube performando "I Say a Little Prayer". Santana teve um papel mais proeminente nos últimos nove episódios da primeira temporada de Glee. Rivera comentou: "Santana foi fazendo estragos com namorados das pessoas e bebês das pessoas e professores, ela é o terror do ensino médio, e ela vai continuar a ser vilã". Embora Santana continua a passar por cima das outras pessoas para conseguir o que quer, ela exibe momentos de compaixão e lealdade com o clube do coral.

## References
1. ↑  Kelly, Mike (17 de maio de 2009). «'Glee' series set in a Lima high school has Toledo connection too». The Blade. The Toledo Times. Consultado em 19 de maio de 2009
2. ↑  Ryan Murphy (director, writer), Brad Falchuk (writer), Ian Brennan (writer) (9 de setembro de 2009). «Showmance». Glee. Temporada 1. Episódio 2. Fox
3. ↑  John Scott (director), Ryan Murphy (writer) (16 de setembro de 2009). «Acafellas». Glee. Temporada 1. Episódio 3. Fox
4. ↑  Brad Falchuk (director, writer) (9 de dezembro de 2009). «Sectionals». Glee. Temporada 1. Episódio 13. Fox
5. ↑  Brad Falchuk (director), Ian Brennan (writer) (13 de abril de 2010). «Hell-O». Glee. Temporada 1. Episódio 14. Fox
6. ↑  Goldman, Eric (11 de maio de 2010). «Glee: "The Power of Madonna" Review». IGN. Consultado em 24 de setembro de 2010
7. ↑  Alfonso Gomez-Rejon (director), Ryan Murphy (writer) (11 de maio de 2010). «Laryngitis». Glee. Temporada 1. Episódio 18. Fox Parâmetro desconhecido |series link= ignorado (ajuda)
8. ↑  Brad Falchuk (director), Ian Brennan (writer) (22 de setembro de 2010). «Audition». Glee. Temporada 2. Episódio 1. Fox Parâmetro desconhecido |series link= ignorado (ajuda)
9. ↑  Eric Stoltz (director), Ian Brennan (writer) (12 de outubro de 2010). «Duets». Glee. Temporada 2. Episódio 4. Fox Parâmetro desconhecido |series link= ignorado (ajuda)
10. ↑  Brad Falchuk (director), Ian Brennan (writer) (6 de fevereiro de 2011). «The Sue Sylvester Shuffle». Glee. Temporada 2. Episódio 11. Fox
11. ↑  Bradley Buecker (director), Ryan Murphy (writer) (15 de fevereiro de 2011). «Comeback». Glee. Temporada 2. Episódio 13. Fox
12. ↑  Ryan Murphy (director), Brad Falchuk (writer) (8 de março de 2011). «Sexy». Glee. Temporada 2. Episódio 15. Fox Parâmetro desconhecido |series link= ignorado (ajuda)
13. ↑  Martin, Denise (26 de abril de 2009). «Video: 'Glee' team rewrites the school musical». Los Angeles Times. Tribune Company. Consultado em 19 de maio de 2009
14. 1 2 3 4  Steinberg, Jamie (maio de 2009). «Naya Rivera - Filled With Glee». Starry Constellation Magazine. Consultado em 2 de junho de 2009
15. ↑  «TWIST Chats With Glee's Naya Rivera». Twist. Bauer Publishing. 15 de setembro de 2009. Consultado em 18 de dezembro de 2009. Arquivado do original em 16 de novembro de 2009
16. ↑  Simpson, Melody (17 de março de 2009). «Meet Cory Monteith & Naya Rivera of Glee». Hollywood the Write Way. Consultado em 18 de dezembro de 2009
17. ↑  dos Santos, Kristin (14 de dezembro de 2009). «Spoiler Chat: Is Jenny Humphrey a Gossip Girl Homewrecker?». E! Online. Consultado em 18 de dezembro de 2009